# رینولدسبورگ (اوهایو)
رینولدسبورگ(به انگلیسی: Reynoldsburg) شهری در ایالت اوهایو کشور ایالات متحده آمریکا است که جمعیت آن در سرشماری سال ۲۰۱۰ میلادی، ۳۵٬۸۹۳ نفر بوده‌است.